# Iglesia de San Lázaro (San Cristóbal de La Laguna)
La iglesia parroquial de San Lázaro está situada en el término municipal de San Cristóbal de La Laguna (Tenerife, Canarias, España). La Iglesia de San Lázaro toma el nombre de Lázaro de Betania, personaje del Nuevo Testamento que es resucitado de entre los muertos por Jesús.
Es Bien de Interés Cultural, con categoría de Monumento.

## Descripción
Es un edificio de una sola nave, de planta rectangular y 15 x 5 m, con capilla mayor separada de la nave principal mediante un arco toral rebajado sostenido por pilastras estriadas de madera. La nave se cubre con un sencillo artesonado de madera forrado con un cañizo encalado.
Al exterior, la cubierta de teja árabe a dos aguas y una fachada ocupada por una portada de medio punto en piedra con bancos laterales. En el vértice de la fachada se localiza un sencillo campanario pétreo configurado por dos arcos de medio punto dispuestos perpendicularmente. A la traza primitiva se le adosaron en la década de los años 1980 una capilla de base cuadrada y cubierta a cuatro aguas y un módulo rectangular construido para comunicar la iglesia con una desaparecida escuela de niñas, de manera que desde entonces se ha permitido ampliar el espacio de culto. No obstante, estos añadidos recientes distorsionan la morfología original de la iglesia.
Destaca la imagen de su titular, de gran devoción entre la población infantil que, tradicionalmente, acude todos los Viernes de Lázaro a la citada iglesia. Junta a ésta se encuentra la Capilla del Calvario, fundada por los frailes Capuchinos en 1678.